# Katrineholms gård

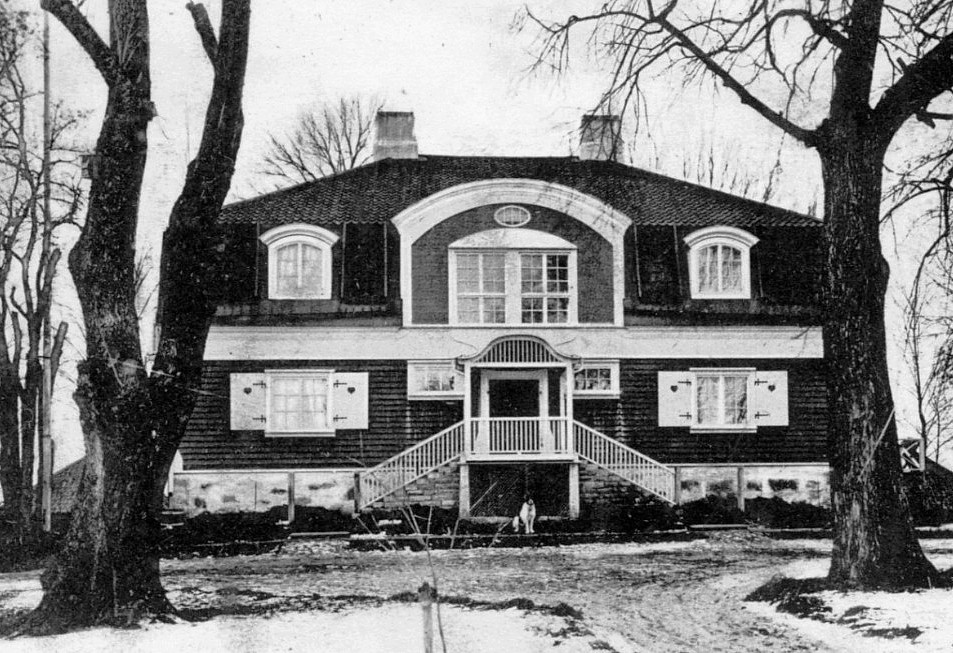
Huvudbyggnaden på ett äldre vykort.

Katrineholms gård (även Cathrineholm) är en herrgård och ett tidigare säteri i Stora Malms socken i Katrineholms kommun, strax norr om tätorten Katrineholm, på en udde i sjön Näsnaren. Gården gav orten sitt namn.

## Historik

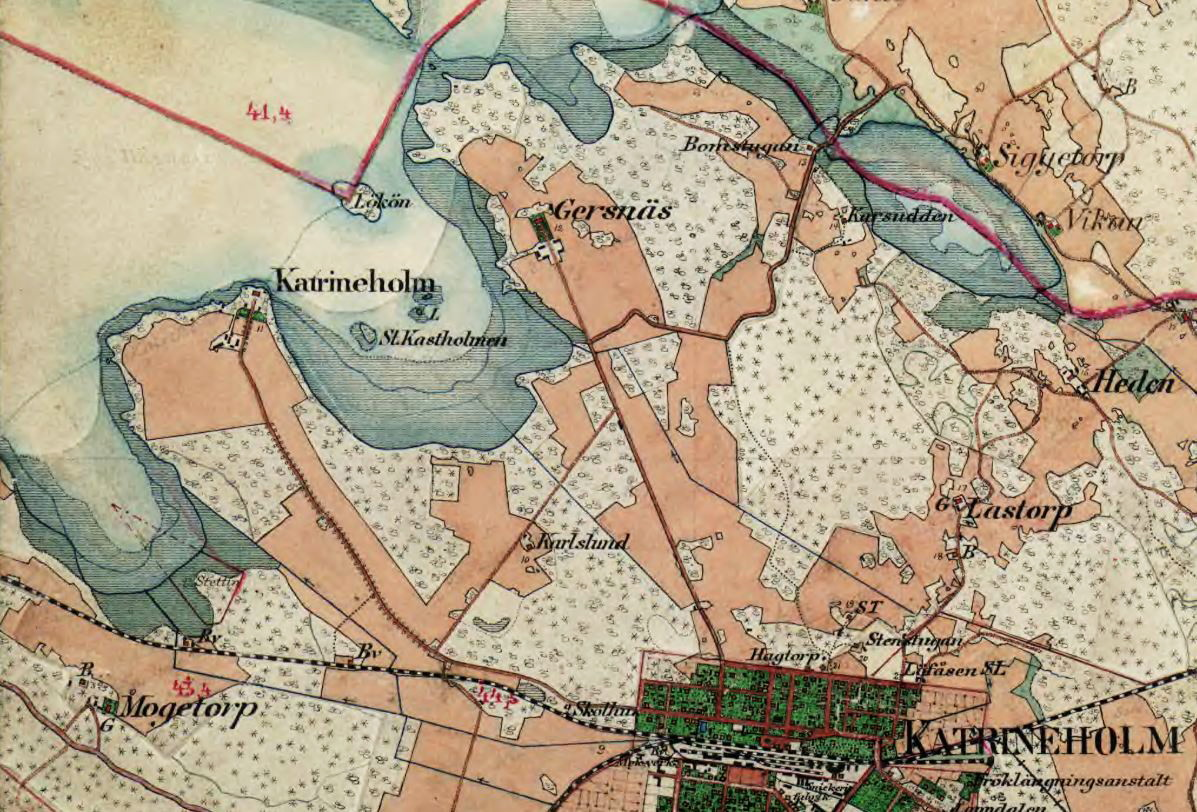
Gården på en karta från 1890-talet.

Området utgjorde under mesolitikum ett strandområde vid Littorinahavet och stenåldersfynd visar på att en boplats legat här under den tiden. Området har koloniserats med fast bosättning först under medeltiden. 
Katrineholm hette fram till 1663 Fulbonäs, men bytte då namn sedan den nye ägaren, Jacob von der Linde, döpte om stället efter sin dotter Catharina. På hans initiativ blev Catrineholm (eller Cathrineholm) familjens sätesgård. Det var vanligt att gårdar som genom sätesbildning upphöjdes i rang fick nya, mer ståndsmässiga namn. 
År 1676 ärvdes gården av Jacob von der Lindes svärson, amiralen Per Rosenholm. Därefter övergick egendomen till dottern Sigrid Märta Rosenholm. Hon sålde Catrineholn 1737 till lagmannen Isak Sahlmoon (död 1758). Egendomen hade 1749 sex underliggande frälsehemman och 12 torp. I slutet av 1700-talet kom Katrineholm att tillhöra Ericsbergs slott. Fastigheten gick sedan över till familjen Kullberg, som byggde herrgården som vi känner den i sin nuvarande form.
På 1860-talet blev gården allmänt känd när Västra stambanan skulle dras över gårdens ägor och järnvägssamhället Katrineholm skulle anläggas strax sydost om Catrineholm.
Mangårdsbyggnaden är uppförd i nationalromantisk stil 1907. De fyra flyglarna är dock betydligt äldre. På godset finns även ett timrat magasin samt stall och ladugård byggda i sten med timrad övervåning. Idag bedrivs här bland annat konventionellt jordbruk och nöttköttsproduktion.

## Bilder

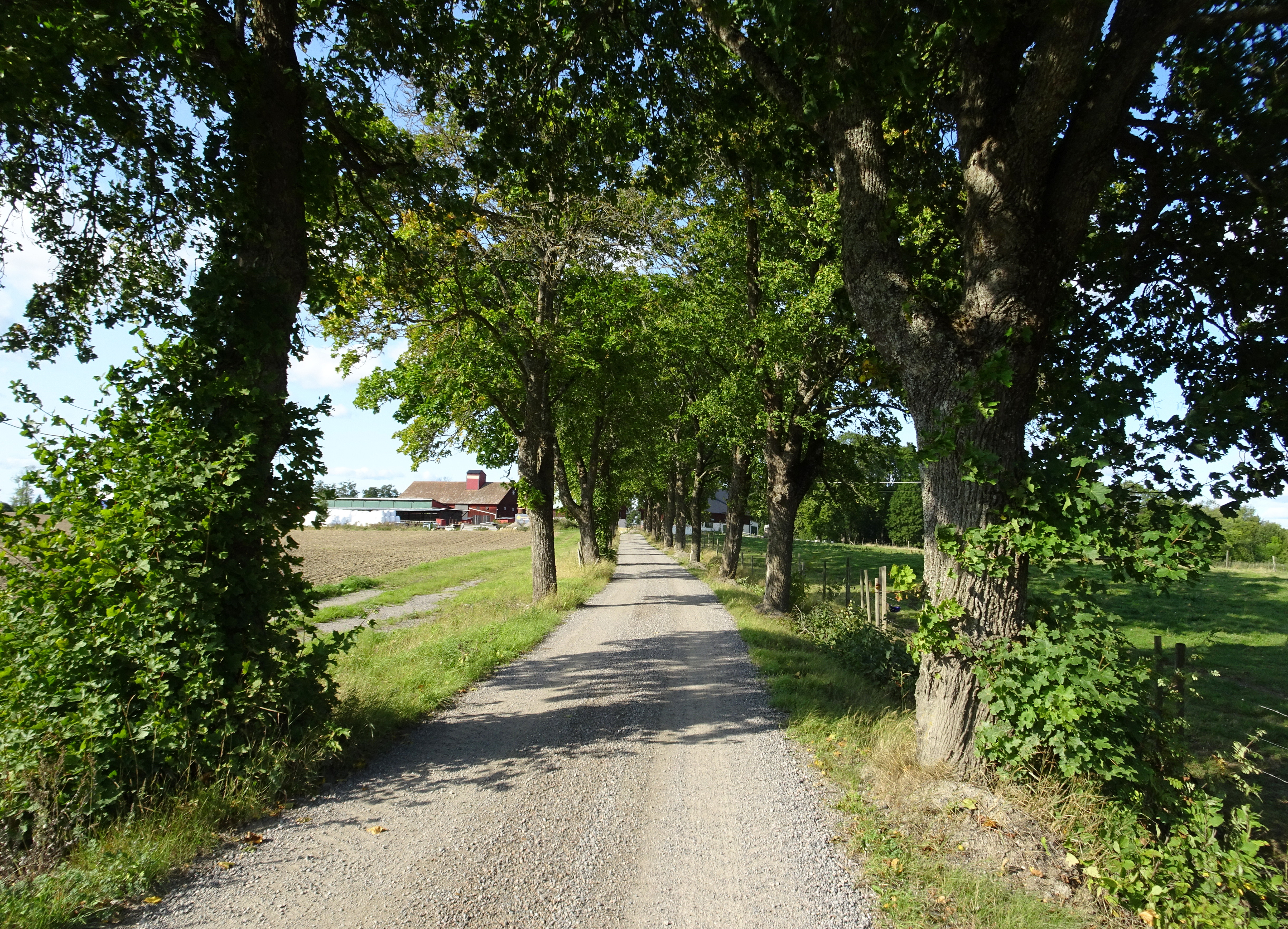
Allén, vy mot norr.
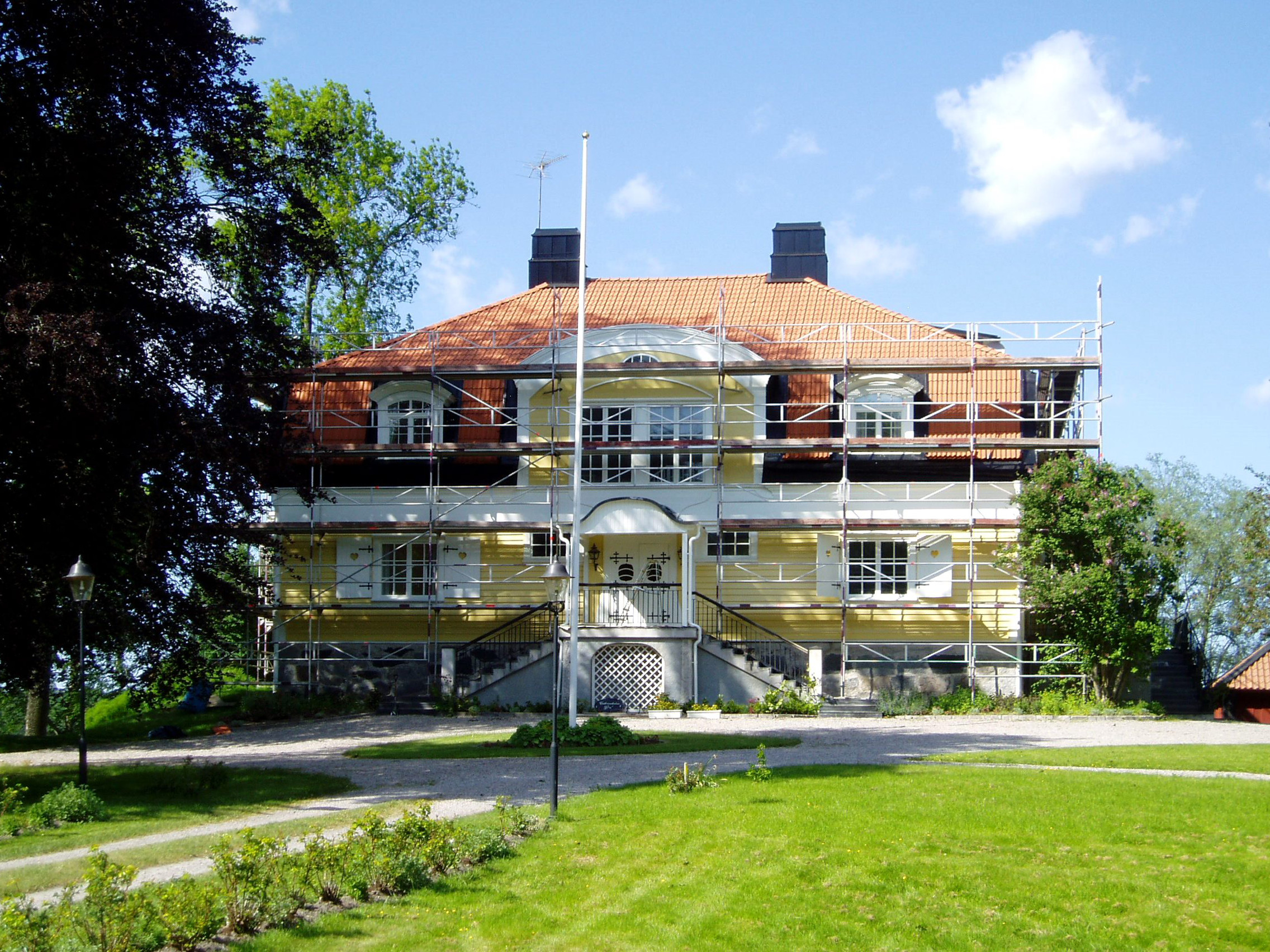
Fasadrenovering 2014.
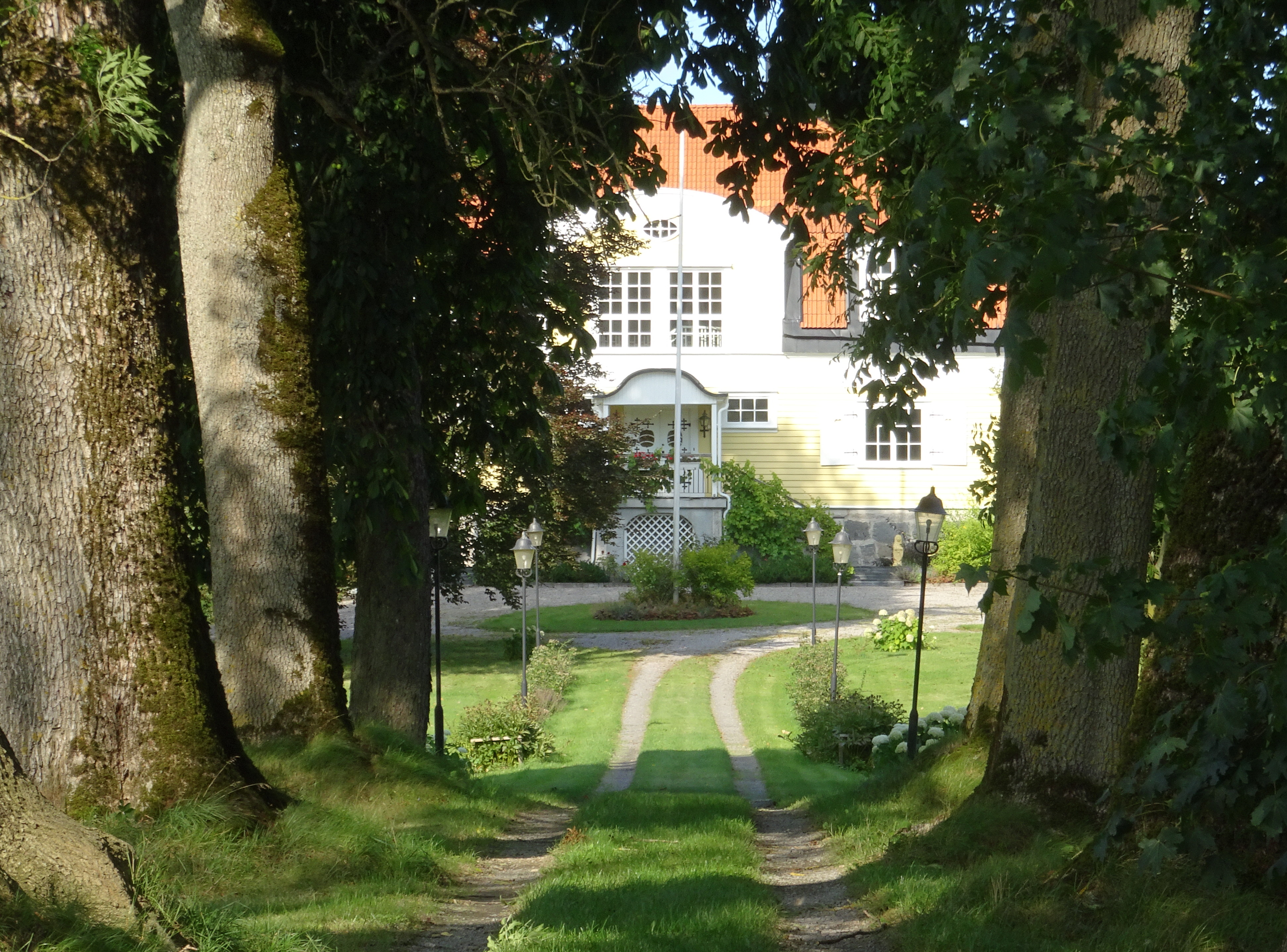
Huvudbyggnaden 2020.
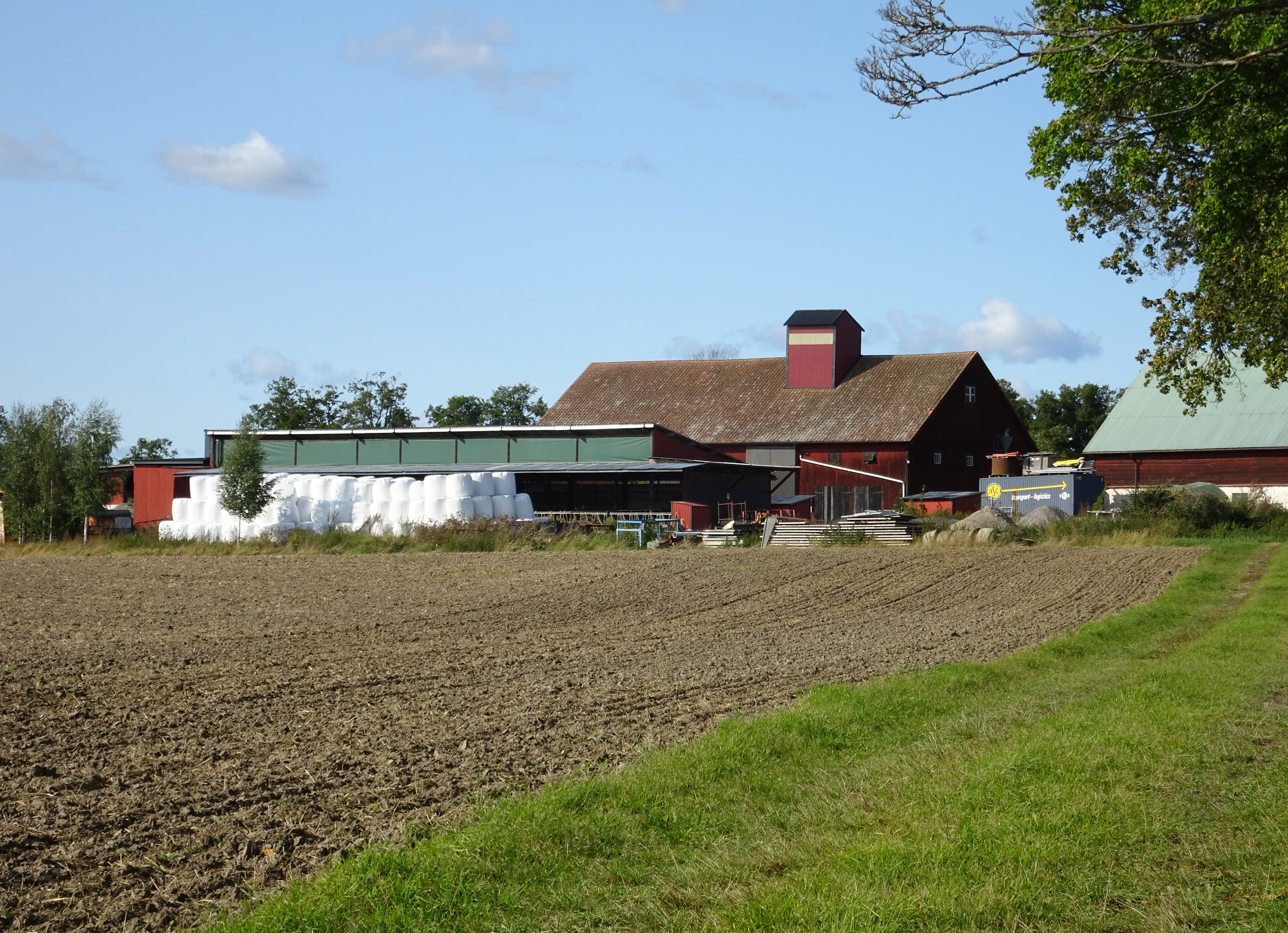
Ekonomibyggnader 2020.